# レイチェル・アズアニ
レイチェル・アズアニ（Rachel Aziani、1968年11月21日 - ）は、アメリカ合衆国のポルノ女優。